# مرحلة المجموعات الثانية في دوري أبطال أوروبا 2000–01
لُعبت مرحلة المجموعات الثانية في دوري أبطال أوروبا 2000–01 ما بين 21 نوفمبر 2000 و14 مارس 2001. 16 فريقاً متأهلين من دور المجموعات الأول يتنافسون في أربعة مجموعات بحيث تضم كل مجموعة أربعة فرق. لا يمكن لناديين من نفس البلد أن يتواجدان في نفس المجموعة. يتأهل المتصدر والوصيف من كل مجموعة إلى دور ربع النهائي.

## المجموعات
| مفاتيح الألوان                 |
| ------------------------------ |
| الفرق المتأهلة إلى ربع النهائي |

### المجموعة A
| الفريق          | لعب | ف | ت | خ | له | عليه | ف.أ | النقاط |
| --------------- | --- | - | - | - | -- | ---- | --- | ------ |
| نادي فالنسيا    | 6   | 3 | 3 | 0 | 10 | 2    | +8  | 12     |
| مانشستر يونايتد | 6   | 3 | 3 | 0 | 10 | 3    | +7  | 12     |
| شتورم غراتس     | 6   | 2 | 0 | 4 | 4  | 13   | −9  | 6      |
| باناثينايكوس    | 6   | 0 | 2 | 4 | 4  | 10   | −6  | 2      |

| مانشستر يونايتد                        | 3–1   | باناثينايكوس          |
| -------------------------------------- | ----- | --------------------- |
| تيدي شيرنغهام 48' · بول سكولز 81'، 90' | تقرير | جيورجوس كاراغونيس 64' |

| نادي فالنسيا                          | 2–0   | شتورم غراتس |
| ------------------------------------- | ----- | ----------- |
| جون كارو 45' · خوان سانشيز مورينو 47' | تقرير |             |

| شتورم غراتس | 0–2   | مانشستر يونايتد               |
| ----------- | ----- | ----------------------------- |
|             | تقرير | بول سكولز 18' · ريان غيغز 89' |

| باناثينايكوس | 0–0   | نادي فالنسيا |
| ------------ | ----- | ------------ |
|              | تقرير |              |

| نادي فالنسيا | 0–0   | مانشستر يونايتد |
| ------------ | ----- | --------------- |
|              | تقرير |                 |

| شتورم غراتس                       | 2–0   | باناثينايكوس |
| --------------------------------- | ----- | ------------ |
| ماريو هاس 60' · توميكا كوسيان 85' | تقرير |              |

| مانشستر      | 1–1   | نادي فالنسيا        |
| ------------ | ----- | ------------------- |
| أندي كول 12' | تقرير | ويس براون 87' (ه.ذ) |

| باناثينايكوس    | 1–2   | شتورم غراتس                     |
| --------------- | ----- | ------------------------------- |
| يانيس غوماس 73' | تقرير | ماركوس سكوب 25' · ماريو هاس 42' |

| باناثينايكوس         | 1–1   | مانشستر يونايتد |
| -------------------- | ----- | --------------- |
| يوركاس سيتاريديس 25' | تقرير | بول سكولز 90+2' |

| شتورم غراتس | 0–5   | نادي فالنسيا                                                                 |
| ----------- | ----- | ---------------------------------------------------------------------------- |
|             | تقرير | روبرتو أيالا 5' · جون كارو 50' · كيلي غونزاليس 60' · دييغو ألونسو 88'، 90+1' |

| مانشستر يونايتد                               | 3–0   | شتورم غراتس |
| --------------------------------------------- | ----- | ----------- |
| نيكي بات 5' · تيدي شيرنغهام 20' · روي كين 86' | تقرير |             |

| نادي فالنسيا                                 | 2–1   | باناثينايكوس              |
| -------------------------------------------- | ----- | ------------------------- |
| خوان سانشيز مورينو 39' · جوكيلين أنغلوما 75' | تقرير | أنجيلوس باسيناس 28' (ض.ج) |

### المجموعة B
| الفريق              | لعب | ف | ت | خ | له | عليه | ف.أ | النقاط |
| ------------------- | --- | - | - | - | -- | ---- | --- | ------ |
| ديبورتيفو لاكورونيا | 6   | 3 | 1 | 2 | 10 | 7    | +3  | 10     |
| غلطة سراي           | 6   | 3 | 1 | 2 | 6  | 6    | 0   | 10     |
| إيه سي ميلان        | 6   | 1 | 4 | 1 | 6  | 7    | −1  | 7      |
| باريس سان جيرمان    | 6   | 1 | 2 | 3 | 8  | 10   | −2  | 5      |

| إيه سي ميلان                               | 2–2   | غلطة سراي                     |
| ------------------------------------------ | ----- | ----------------------------- |
| جوزيه ماري 47' · أندري شيفتشينكو 73' (ض.ج) | تقرير | ماريو جاردل 39' · حسن شاش 41' |

| باريس سان جيرمان  | 1–3   | ديبورتيفو لاكورونيا                                              |
| ----------------- | ----- | ---------------------------------------------------------------- |
| جيمي ألجيرينو 37' | تقرير | نور الدين النيبت 64' · جوزيه أوسكار فلوريس 70' · روي ماكاي 90+2' |

| ديبورتيفو لاكورونيا | 0–1   | إيه سي ميلان       |
| ------------------- | ----- | ------------------ |
|                     | تقرير | توماس هيلفيغ 45+1' |

| غلطة سراي              | 1–0   | باريس سان جيرمان |
| ---------------------- | ----- | ---------------- |
| أوميت داوالا 51' (ض.ج) | تقرير |                  |

| إيه سي ميلان        | 1–1   | باريس سان جيرمان  |
| ------------------- | ----- | ----------------- |
| ليوناردو أرواخو 27' | تقرير | نيكولا أنيلكا 30' |

| غلطة سراي | 1–0   | ديبورتيفو لاكورونيا |
| --------- | ----- | ------------------- |
| Kaya 11'  | تقرير |                     |

| باريس            | 1–1   | إيه سي ميلان     |
| ---------------- | ----- | ---------------- |
| لورينت روبرت 75' | تقرير | جوزيه ماري 90+1' |

| ديبورتيفو لاكورونيا                    | 2–0   | غلطة سراي |
| -------------------------------------- | ----- | --------- |
| فيكتور سانشيز 40' · جالمينها 73' (ض.ج) | تقرير |           |

| غلطة سراي                        | 2–0   | إيه سي ميلان |
| -------------------------------- | ----- | ------------ |
| غورغي هاجي 20' · ماريو جاردل 86' | تقرير |              |

| ديبورتيفو لاكورونيا                              | 4–3   | باريس سان جيرمان                   |
| ------------------------------------------------ | ----- | ---------------------------------- |
| والتر باندياني 57'، 76'، 84' · دييغو تريستان 60' | تقرير | جي-جي أوكوتشا 29' · ليروي 43'، 55' |

| إيه سي ميلان              | 1–1   | ديبورتيفو لاكورونيا |
| ------------------------- | ----- | ------------------- |
| أندري شيفتشينكو 86' (ض.ج) | تقرير | جالمينها 74' (ض.ج)  |

| باريس سان جيرمان                | 2–0   | غلطة سراي |
| ------------------------------- | ----- | --------- |
| كريستيان كوريا ديونيزيو 3'، 27' | تقرير |           |

### المجموعة C
| الفريق        | لعب | ف | ت | خ | له | عليه | ف.أ | النقاط |
| ------------- | --- | - | - | - | -- | ---- | --- | ------ |
| بايرن ميونخ   | 6   | 4 | 1 | 1 | 8  | 5    | +3  | 13     |
| نادي أرسنال   | 6   | 2 | 2 | 2 | 6  | 8    | −2  | 8      |
| أولمبيك ليون  | 6   | 2 | 2 | 2 | 8  | 4    | +4  | 8      |
| سبارتاك موسكو | 6   | 1 | 1 | 4 | 5  | 10   | −5  | 4      |

| سبارتاك موسكو                                       | 4–1   | نادي أرسنال |
| --------------------------------------------------- | ----- | ----------- |
| ماركاو 29'، 51' · ييغور تيتوف 77' · لويس روبسون 82' | تقرير | سيلفينيو 2' |

| بايرن ميونخ    | 1–0   | أولمبيك ليون |
| -------------- | ----- | ------------ |
| ينز يريميز 55' | تقرير |              |

| أولمبيك ليون                           | 3–0   | سبارتاك موسكو |
| -------------------------------------- | ----- | ------------- |
| ستيف مارليت 2' · سوني أندرسون 31'، 42' | تقرير |               |

| نادي أرسنال                     | 2–2   | بايرن ميونخ                     |
| ------------------------------- | ----- | ------------------------------- |
| تييري هنري 4' · نوانكو كانو 55' | تقرير | مايكل تارنات 56' · محمد شول 66' |

| أولمبيك ليون | 0–1   | نادي أرسنال    |
| ------------ | ----- | -------------- |
|              | تقرير | تييري هنري 59' |

| بايرن ميونخ      | 1–0   | سبارتاك موسكو |
| ---------------- | ----- | ------------- |
| جيوفاني إلبر 79' | تقرير |               |

| سبارتاك موسكو | 0–3   | بايرن ميونخ                                |
| ------------- | ----- | ------------------------------------------ |
|               | تقرير | محمد شول 17'، 75' (ض.ج) · باولو سيرجيو 87' |

| نادي أرسنال       | 1–1   | أولمبيك ليون |
| ----------------- | ----- | ------------ |
| دينيس بيركامب 33' | تقرير | إدميلسون 90' |

| أولمبيك ليون                         | 3–0   | بايرن ميونخ |
| ------------------------------------ | ----- | ----------- |
| سيدني غوفو 13'، 20' · بيير لايغل 71' | تقرير |             |

| نادي أرسنال    | 1–0   | سبارتاك موسكو |
| -------------- | ----- | ------------- |
| تييري هنري 82' | تقرير |               |

| سبارتاك موسكو            | 1–1   | أولمبيك ليون           |
| ------------------------ | ----- | ---------------------- |
| دميترو بارفينوف 4' (ض.ج) | تقرير | سوني أندرسون 68' (ض.ج) |

| بايرن ميونخ      | 1–0   | نادي أرسنال |
| ---------------- | ----- | ----------- |
| جيوفاني إلبر 10' | تقرير |             |

### المجموعة D
| الفريق             | لعب | ف | ت | خ | له | عليه | ف.أ | النقاط |
| ------------------ | --- | - | - | - | -- | ---- | --- | ------ |
| ريال مدريد         | 6   | 4 | 1 | 1 | 14 | 9    | +5  | 13     |
| ليدز يونايتد       | 6   | 3 | 1 | 2 | 12 | 10   | +2  | 10     |
| نادي رويال أندرلخت | 6   | 2 | 0 | 4 | 7  | 12   | −5  | 6      |
| نادي لاتسيو        | 6   | 1 | 2 | 3 | 9  | 11   | −2  | 5      |

| نادي رويال أندرلخت  | 1–0   | نادي لاتسيو |
| ------------------- | ----- | ----------- |
| توماش رادزينسكي 83' | تقرير |             |

| ليدز يونايتد | 0–2   | ريال مدريد                             |
| ------------ | ----- | -------------------------------------- |
|              | تقرير | فرناندو هييرو 66' · راؤول غونزاليس 68' |

| نادي لاتسيو | 0–1   | ليدز يونايتد  |
| ----------- | ----- | ------------- |
|             | تقرير | آلان سميث 80' |

| ريال مدريد                                                                         | 4–1   | نادي رويال أندرلخت |
| ---------------------------------------------------------------------------------- | ----- | ------------------ |
| فرناندو مورينتس 12' · لويس فيغو 23' (ض.ج) · إيفان هيليغيرا 44' · روبرتو كارلوس 73' | تقرير | ألين ستويكا 89'    |

| ريال مدريد                                                     | 3–2   | نادي لاتسيو                         |
| -------------------------------------------------------------- | ----- | ----------------------------------- |
| فرناندو مورينتس 32' · إيفان هيليغيرا 82' · لويس فيغو 89' (ض.ج) | تقرير | هرنان كرسبو 4' · جيرينو غوتاردي 84' |

| ليدز يونايتد                 | 2–1   | نادي رويال أندرلخت |
| ---------------------------- | ----- | ------------------ |
| آيان هارتي 74' · لي بوير 87' | تقرير | ألين ستويكا 65'    |

| نادي لاتسيو                      | 2–2   | ريال مدريد                               |
| -------------------------------- | ----- | ---------------------------------------- |
| بافل نيدفيد 4' · هرنان كرسبو 53' | تقرير | سانتياغو سولاري 32' · راؤول غونزاليس 73' |

| نادي رويال أندرلخت | 1–4   | ليدز يونايتد                                                |
| ------------------ | ----- | ----------------------------------------------------------- |
| يان كولر 76'       | تقرير | آلان سميث 13'، 38' · مارك فيدوكا 34' · آيان هارتي 81' (ض.ج) |

| نادي لاتسيو                             | 2–1   | نادي رويال أندرلخت |
| --------------------------------------- | ----- | ------------------ |
| كلاوديو لوبيز 40' · روبيرتو بارونيو 77' | تقرير | ألين ستويكا 49'    |

| ريال مدريد                             | 3–2   | ليدز يونايتد                   |
| -------------------------------------- | ----- | ------------------------------ |
| راؤول غونزاليس 7'، 60' · لويس فيغو 41' | تقرير | آلان سميث 6' · مارك فيدوكا 54' |

| ليدز يونايتد                                     | 3–3   | نادي لاتسيو                                                 |
| ------------------------------------------------ | ----- | ----------------------------------------------------------- |
| لي بوير 28' · جيسون ولكوكس 43' · مارك فيدوكا 62' | تقرير | فابريزيو رافانيلي 21' · سينيشا ميهايلوفيتش 29' (ض.ج)، 90+3' |

| نادي رويال أندرلخت                  | 2–0   | ريال مدريد |
| ----------------------------------- | ----- | ---------- |
| أرونا دينداني 85' · بارت غوور 90+3' | تقرير |            |

## روابط خارجية
- 2000–01 دور المجموعات الثاني في UEFA.com